# Запальне
Запа́льне (рос. Запальное) — хутір у складі Соль-Ілецького міського округу Оренбурзької області, Росія.
Стара назва — Запальний.

## Населення
Населення — 4 особи (2010; 55 у 2002).
Національний склад (станом на 2002 рік):
- казахи — 100 %